# Tsuda Sōgyū

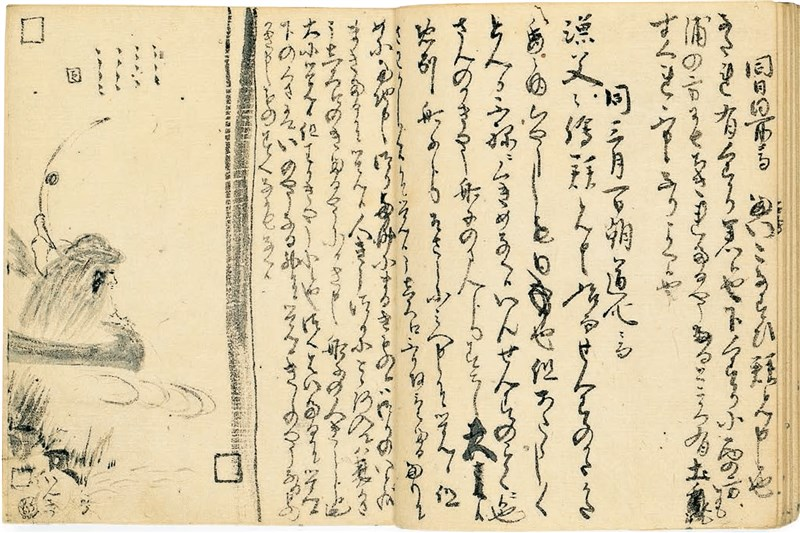
Seiten aus dem Tagebuch

Tsuda Sōgyū (japanisch 津田 宗及; geboren in Sakai; gestorben 11. Juni 1591 ebenda) war ein wohlhabender Kaufmann und Teemeister in Sakai während der Azuchi-Momoyama-Zeit. Er wird mit Sen no Rikyū und Imai Sōkyū zu den „Drei großen Teemeistern“ (茶湯の天下三宗匠, Chatō no tenka sansōshō) gezählt.

## Leben und Wirken
Tsuda Sōgyū war der Sohn von Tsuda Sōtatsu (津田 宗達; 1504–1566). Er nannte sich auch Tennōjiya Sōgyū (天王寺屋宗及), wobei auch Tennōjiya Sukegoro (天王寺屋 助五郎) aus Zaimoku-chō (材木町), der 1535 im „Nenbutsu Sacchō Nikki“ (念仏差帳日記) erwähnt wird, Sōgyū gewesen sein soll. Er hatte eine enge Beziehungen zu den Militärkommandanten der Kinai (機内)–Provinzen und dem Shimotsuma-Klan (下間氏), die Mönche des Tempels Hongan-ji waren. Daneben spielte er eine aktive Rolle in Verbindung mit Oda Nobunaga, als der nach Kyōto kam. Er leitete eine Vielzahl von Geschäften von Kinai aus bis Kyūshū, wie die Verwaltung seiner Territorien, der Verkauf jährlicher Tribute und die Beschaffung von Waren. So kann man sagen, dass Tsuda ein Politiker und Kaufmann war.
Es heißt weiter, dass er zusammen mit Imai Sōkyū 3000 Koku Land besaß, und obwohl Sōkyūs Territorialbrief von 2200 Koku Land in der Provinz Settsu aus dem Jahr 1583 erhalten ist, ist bekannt, dass im Besitz von Tsuda Sōgyū nur 182 Koku Land in Uji (Provinz Yamashiro) waren. In jedem Fall, er war ein berühmter Teemeister, und es wird gesagt, dass er nach seinen Aufzeichnungen bzw. in Imais „Chan no yu nikki kakine“ (ちゃのゆにっきかきぬ) mehr als 60 Schüler in Sakai hatte. Anlässlich der Tee-Zeremonie am Shōkoku-ji erhielt er, zusammen mit Rikyū, das „Ranjatai“ (蘭奢待) – ein duftendes Holz – des mittleren Pavillons des Shōsō-in (正倉院).
Zur Zeit des Honnōji-Zwischenfalls diente er Tokugawa Ieyasu in Sakai, wurde aber später Teemeister von Toyotomi Hideyoshi und spielte eine wichtige Rolle bei den Großen Teezeremonien im Tempel Daitoku-ji und am Kitano Tenman-gū. Er hinterließ „Aufzeichnungen zur Teezeremonie“ (津田宗及茶湯日記), die sich von 1565 bis 1587 erstrecken. Sein Grab befindet sich im Tempel Nanshū-ji (南宗寺) in Sakai.